# 8253 Brunetto
8253 Brunetto este un asteroid din centura principală de asteroizi.

## Descriere
8253 Brunetto este un asteroid din centura principală de asteroizi. A fost descoperit pe 1 martie 1981 la Siding Spring de Schelte J. Bus. Asteroidul prezintă o orbită caracterizată de o semiaxă mare de 2,29 ua, o excentricitate de 0,11 și o înclinație de 4,6° în raport cu ecliptica.